# 萧氏 (萧绰姐)
萧氏，辽朝附马萧思温女，辽景宗皇后萧绰的二姊（次姊）。赵王耶律喜隐妻。
辽景宗在969年即位，改元保宁。同时，辽景宗饶恕了谋反的赵王耶律喜隐，将萧氏嫁给了他，又恢复了他的王爵，为宋王。981年，丈夫耶律喜隐和其子耶律留礼寿相继被处死。据《契丹国志》记载，她在丈夫死后，试图向萧绰下毒，被奴婢告发，萧绰鸩杀之。

## 其它
根据《辽史》的记载，统和二十四年（1006年）五月，皇太妃胡辇被幽禁于怀州，夫人夷懒（或作伊勒兰）囚禁于南京，余党皆被活埋。一般认为胡辇即是她与萧绰的长姐齐妃，或认为她与夫人伊勒兰为同一人，亦指耶律留礼寿为其所生。

## 相关影视作品及演员
- 2020年《燕云台》：卢杉饰演，用名“乌骨里”